# Karl von Davier
August Rudolf Karl von Davier (* 13. Juli 1853 in Neeken; † 8. Januar 1936 in Seggerde) war ein preußischer Politiker aus dem Herzogtum Anhalt.

## Leben

### Herkunft und Familie
Von Davier war der jüngste Sohn des anhaltischen Landtagsabgeordneten Rudolf August Vollrat von Davier (* 20. September 1813; gestorben 28. Februar 1877) und dessen Ehefrau Leontine, geb. von Hippel (gestorben 28. März 1874). Sein Onkel war der Reichstagsabgeordnete Eduard Wiprecht von Davier (* 24. Dezember 1818 in Neeken; † 1. Oktober 1895 auf Gut Seggerde). Er heiratete am 15. Februar 1884 Sophie, geb. Weiß (* 24. März 1858) und bekam mit ihr zahlreiche Kinder, nämlich:
- Karl Volrat (* 16. März 1885 bei Liegnitz)
- Eduard Rudolf (* 5. September 1886 in Liegnitz)[2]
- Margarete (* 14. November 1887)
- Hans Arwed (* 8. November 1889 in Venetia)
- Ernst Werner (* 2. Juli 1892 in Venetia)
- Eduard Joachim (* 13. Dezember 1896 bei Gardelegen)

### Karriere
Davier war von 1887 bis 1894 Landrat von Znin, anschließend von 1894 bis 1897 Landrat von Gardelegen. Nach seinem Ausscheiden aus dem Staatsdienst widmete er sich der Bewirtschaftung des Rittergutes Schloss Seggerde. Darüber hinaus besaß er Güter in Weferlingen und Hasselburg (Flechtingen). Die genannten Güter hatte er 1895 von seinem Onkel Eduard Wiprecht von Davier geerbt, der sie seinerseits von der Witwe des Werner Friedrich Julius Stephan von Spiegel geerbt hatte. Er „förderte als Vorstands- und Aufsichtsratsmitglied der von Wilhelm Suder mitbegründeten Zuckerfabrik Weferlingen, der Allerthal-Werke in Grasleben und als Vorsitzender des Aufsichtsrats der Elektrischen Überlandzentrale Weferlingen und Umgebung e.GmbH die wirtschaftliche Entwicklung der Region nachhaltig.“ Am 14. Juli 1887 wurde er zum Ehrenritter des Johanniterorden ernannt.
In einer Nachwahl am 28. November 1902 wurde er im Wahlkreis Magdeburg 1 (Salzwedel – Gardelegen) als Kandidat der Konservativen Partei in das Preußische Abgeordnetenhaus gewählt, dem er bis 1913 angehörte.
Er war Kammerherr des preußischen Königs.